# غزوة نجد
غَزْوَةُ نَجد هي غزوة ذكر أهل السير والمغازي أن المسلمين غزوها في أرض نجد في شهر ربيع الثاني أو جمادى الأولى سنة 4هـ، ويسمون هذه الغزوة بغزوة ذات الرقاع، أما وقوع الغزوة خلال هذه المدة فهو أمر تقتضيه ظروف المدينة، فإن موسم غزوة بدر التي كان قد تواعد بها أبو سفيان حين انصرافه من أحد قد اقترب وإخلاء المدينة مع ترك البدو على تمردهم وغطرستهم والخروج لمثل هذا اللقاء الرهيب لم يكن من مصالح سياسة الحروب قطعًا، بل كان لابد من خضد شوكتهم وكف شرهم، قبل الخروج لمثل هذه الحرب الكبيرة، التي كانوا يتوقعوها في رحاب بدر.

## ما ورد فيها من حديث صحيح
أنَّهُ سألَ أبا هريرةَ هل صلَّيتَ معَ رسولِ اللَّهِ صلَّى اللَّهُ عليْهِ وسلَّمَ صلاةَ الخوفِ قالَ أبو هريرةَ نعم قالَ مروانُ متى فقالَ أبو هريرةَ عامَ غزوةِ نجدٍ قامَ رسولُ اللَّهِ صلَّى اللَّهُ عليْهِ وسلَّمَ إلى صلاةِ العصرِ فقامت معَهُ طائفةٌ وطائفةٌ أخرى مقابلَ العدوِّ وظُهورُهم إلى القبلةِ فَكبَّرَ رسولُ اللَّهِ صلَّى اللَّهُ عليْهِ وسلَّمَ فَكبَّروا جميعًا الَّذينَ معَهُ والَّذينَ مقابلي العدوِّ ثمَّ رَكعَ رسولُ اللَّهِ صلَّى اللَّهُ عليْهِ وسلَّمَ رَكعةً واحدةً ورَكعتِ الطَّائفةُ الَّتي معَهُ ثمَّ سجدَ فسجدتِ الطَّائفةُ الَّتي تليهِ والآخرونَ قيامٌ مقابلي العدوِّ ثمَّ قامَ رسولُ اللَّهِ صلَّى اللَّهُ عليْهِ وسلَّمَ وقامتِ الطَّائفةُ الَّتي معَهُ فذَهبوا إلى العدوِّ فقابلوهم وأقبلتِ الطَّائفةُ الَّتي كانت مقابلي العدوِّ فرَكعوا وسجدوا ورسولُ اللَّهِ صلَّى اللَّهُ عليْهِ وسلَّمَ قائمٌ كما هوَ ثمَّ قاموا فرَكعَ رسولُ اللَّهِ صلَّى اللَّهُ عليْهِ وسلَّمَ رَكعةً أخرى ورَكعوا معَهُ وسجدَ وسجدوا معَهُ ثمَّ أقبلتِ الطَّائفةُ الَّتي كانت مقابلي العدوِّ فرَكعوا وسجدوا ورسولُ اللَّهِ صلَّى اللَّهُ عليْهِ وسلَّمَ قاعدٌ ومن كانَ معَهُ ثمَّ كانَ السَّلامُ فسلَّمَ رسولُ اللَّهِ صلَّى اللَّهُ عليْهِ وسلَّمَ وسلَّموا جميعًا فَكانَ لرسولِ اللَّهِ صلَّى اللَّهُ عليْهِ وسلَّمَ رَكعتانِ ولِكلِّ رجلٍ منَ الطَّائفتينِ رَكعةٌ رَكعةٌ

## ما لا يصح عنها
وأما أن تلك الغزوة التي قادها الرسول محمد بن عبد الله ﷺ في ربيع الآخر أو جمادى الأولى سنة 4 هـ هي غزوة ذات الرقاع فلا يصح، فإن غزوة ذات الرقاع شهدها أبو هريرة وأبو موسى الأشعري، وكان إسلام أبي هريرة قبل غزوة خيبر بأيام، وكذلك أبو موسى الأشعري وافى النبي محمد بن عبد الله ﷺ بخيبر. وإذن فغزوة ذات الرقاع بعد خيبر، ويدل على تأخرها عن السنة الرابعة أن النبي محمد ﷺ صلى فيها صلاة الخوف، وكانت أول شرعية صلاة الخوف في غزوة عسفان، ولا خلاف على أن غزوة عسفان كانت بعد الخندق، وكانت غزوة الخندق في أواخر السنة الخامسة.